# Monsenhor Rios
Antônio Rodrigues de Paiva e Rios (Congonhas do Campo-MG, 1806 - Vassouras-RJ, 9 de janeiro de 1875), mais conhecido como Monsenhor Rios ou ainda Cônego Rios, foi um sacerdote católico.

## Relevância
O vigário mineiro tornou-se notório na cidade de Vassouras por conta de uma flor da espécie Amorphophallus titanum, em formato de coração, que nasce em seu túmulo, localizado no cemitério Nossa Senhora da Conceição, em Vassouras, sempre no dia de Finados, e desaparece alguns dias depois. Para aumentar o misticismo em torno dessa flor em seu túmulo, a história registra que um dos zeladores do cemitério acimentou toda a lápide, mas que, ao chegar o período do seu nascimento, ela rompeu o cimento, com toda a sua delicadeza e surgiu.
Considerada milagrosa, essa flor atrai curiosos e fiéis para o seu túmulo, que contém inúmeras placas em agradecimento às graças recebidas.
O poeta Affonso Romano de Sant'Anna, que em certa época visitou o túmulo com o amigo Turíbio Santos, publicou no jornal O Estado de Minas que:
Desde pequeno, Monsenhor Rios já demonstrava vocação para o apostolado, Ele recebeu as Ordens Sacras em 1831, no Seminário de Mariana. Vigário Encomendado da Paróquia de Nossa Senhora da Conceição, em Vassouras, Monsenhor Rios procurava ajudar as pessoas pobres e escravizadas. Conta-se que ele teria sido responsável por conseguir túmulos dignos para aqueles que não tinham direito nem mesmo a covas rasas.